# RaHoWa
«RaHoWa» — канадський музичний гурт напряму RAC / Готичний метал, утворений 1990 року.

## Дискографія
Студійні альбоми
- 1993 — «Declaration of War»
- 1995 — «Cult of the Holy War»

Відео
- 2004 — «The Last Show: London, Ontario, Canada» (DVD)

EP
- 2008 — «The Rain Will Come Again»

Live
- 2008 — «Dreadful legions march with doom…live»